# Yeni Akit
Yeni Akit (с тур. — «Новое соглашение») — турецкая ежедневная газета. Основана 12 сентября 1993 года в Стамбуле.
Придерживается крайне правых взглядов. Газету часто обвиняют в разжигании ненависти к атеистам, иудаистам и гомосексуалам. Газету также называют сторонницей правящей Партии справедливости и развития Турции и президента Реджепа Тайипа Эрдогана. Публиковала ряд статей против кемализма, высказывания соболезнования в связи со смертью Усамы бен Ладена и другие резонансные статьи.

## История
Основана 12 сентября 1993 года под названием Akit (тур. Соглашение). 5 декабря 2001 года была переименована в Anadolu’da Vakit (тур. Время в Анатолии). С 10 октября 2010 года называется Yeni Akit. До 13 сентября 2010 года владельцем газеты 9 лет был Нури Айкон. После его смерти было организовано издательство Vakit Yayın Kurulu. Затем в редакцию пришли бывший член турецкой Партии благоденствия от города Ризе Шевки Йылмаз, депутат Партии добродетели Мерве Кавакчи и бывший госсекретарь Хасан Аксай.
Газете принадлежит интернет-издание Haber Vaktim.